# Long Cảng, Hồ Lô Đảo
Long Cảng (chữ Hán giản thể: 龙港区, âm Hán Việt: Long Cảng khu) là một quận của địa cấp thị Hồ Lô Đảo, tỉnh Liêu Ninh, Cộng hòa Nhân dân Trung Hoa. Quận Long Cảng có diện tích 138 km², dân số 160.000 người. Mã số bưu chính là 125004. Quận Long Cảng được chia thành 10 nhai đạo: Đông Nhai, Tây Nhai, Tân Hải, Vọng Hải Tự, Hồ Lô Đảo, Long Loan, Bắc Cảng, Liên Cảng, Ngọc Hoàng.